# Avidin-peroxidáza

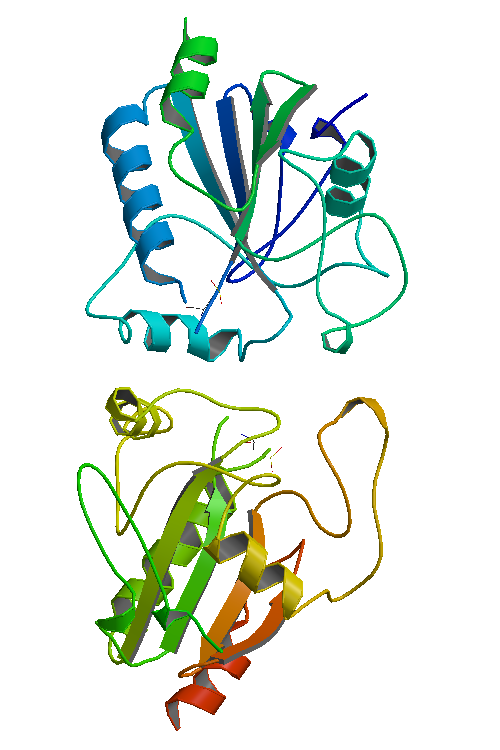
Peroxidáza je enzym, tzn. patří mezi proteiny; zde znázorněna glutathion peroxidáza

Avidin-peroxidáza (též avidin-peroxidasa) je modifikovaná peroxidáza (nejčastěji získávaná z křenu selského, Armoracia rusticana), na kterou je kovalentně připojen protein avidin (z vaječného bílku).

## Použití

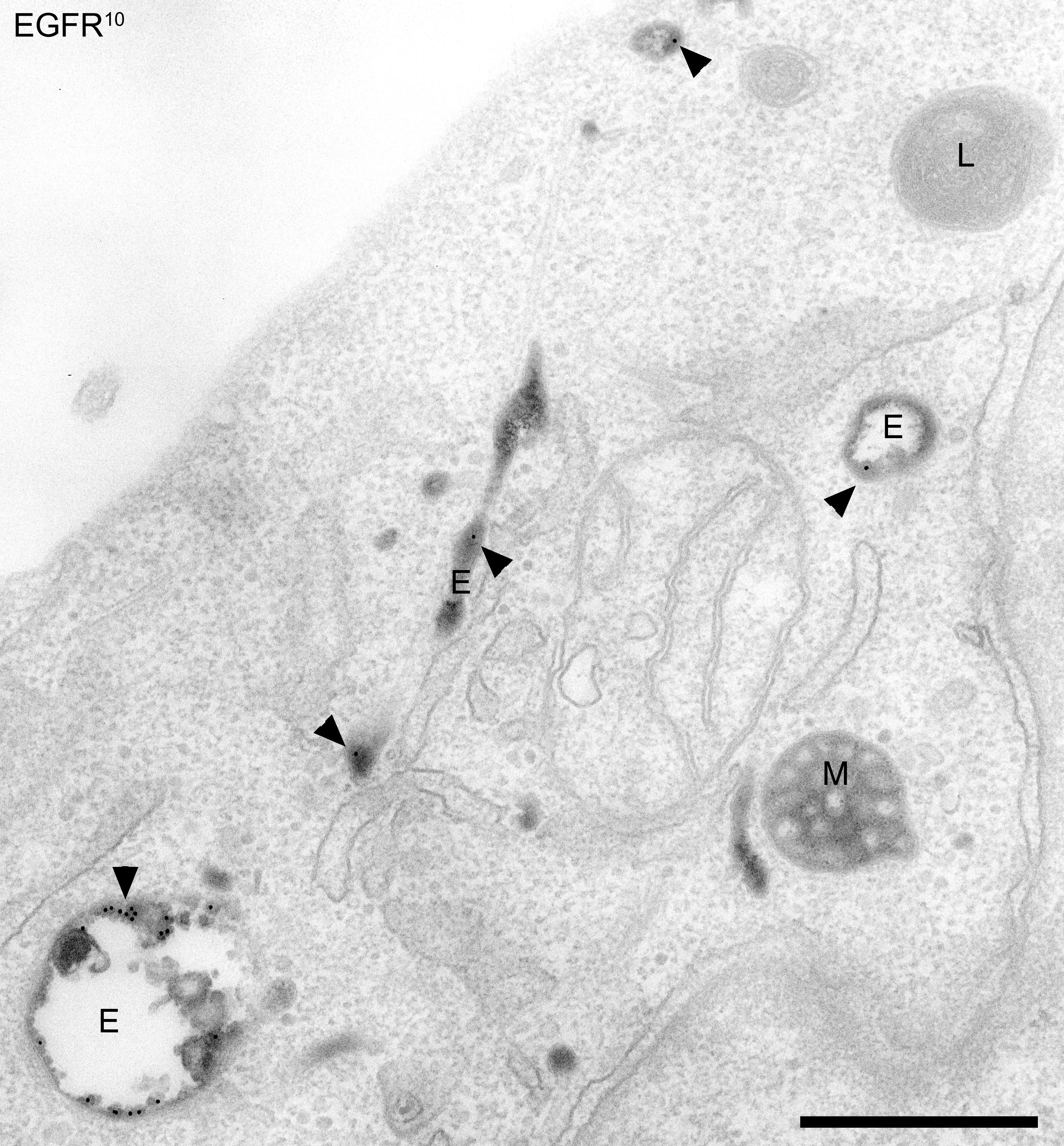
Mikrofotografie lidských HeLa buněk; tmavé skvrny znázorňují místa, kde se vyskytuje v buňce protein transferin, a to právě pomocí vazby křenové peroxidázy na bílkovinu transferin

Avidin-peroxidáza se velmi často používá v laboratoři k vizualizaci různých biochemických interakcí (protein-proteinových, protein-sacharidových, …), u nichž jeden z účastníků této interakce je modifikován biotinem. Avidin je schopen se specificky a velmi silně vázat na biotin a přes tzv. avidin-biotinový můstek je tedy schopen připojit peroxidasu k interagujícím látkám.
Peroxidáza pak po dodání zdroje peroxidu (H2O2, NaBO3, …) a vhodného substrátu (jenž oxiduje a změní jeho vlastnosti –barva, rozpustnost) vizualizuje tuto interakci. Příkladem vhodných substrátů mohou být 4-chloro-1-naftol - po oxidaci dochází ke vzniku nerozpustné fialové látky – a ABTS (2,2'-azino-bis(3-ethylbenzthiazolin-6-sulfonát), který tvoří stabilní, zeleně zbarvené rozpustné radikály.

vzorec ABTS

Avidin peroxidasy se často využívá při metodě ELISA a ELBA metodě a při western blotu. Podobně jako avidin-peroxidasa se však také často využívá kyselá nebo alkalická avidin-fosfatáza.

## Stavební částice

### Křenová peroxidáza
| křenová peroxidáza  | křenová peroxidáza                |
| ------------------- | --------------------------------- |
| alternativní názvy  | HRP, horseradish peroxidase       |
| zdroj               | křen selský (Armoracia rusticana) |
| molekulová hmotnost | ~44 000                           |
| počet isoenzymů     | 7                                 |
| pI                  | 3-9                               |
| pH optimum          | 6-6,5                             |
| inhibitory          | CN−, S2−, F−, N3−, Fe3+,          |

### Avidin
| avidin              | avidin                                                                                         |
| ------------------- | ---------------------------------------------------------------------------------------------- |
| zdroj               | vaječný bílek                                                                                  |
| molekulová hmotnost | homotetramer, celková Mr = 66-69 000                                                           |
| pI                  | 10,5                                                                                           |
| biologická funkce   | antimikrobiální agents, vyvazuje biotin nutný pro růst bakterii (KD(avidin-biotin) = 1,10-15M) |

biotin

Podobně jako avidin se používá i streptavidin - protein o podobných vlastnostech jako avidin (silná a specifická vazba biotinu) izolovaný z Streptomyces avidinii. Na rozdíl od avidinu není streptavidin vůbec glykosylován.

### Používané substráty avidin peroxidázy
| zkratka | název                                          | rozpustnost produktu |
| DAB     | 3,3'diaminobezidin                             | N                    |
| 4-CN    | 4-chloro-1-naftol                              | N                    |
| HYR     | Hanker-Yaks reagent                            | N                    |
| AEC     | 3-amino-9-ethylethanol                         | N                    |
| TMB     | 3,3',5,5'-tetrametylbenzidin                   | N                    |
| OPD     | o-fenylendiamin                                | R                    |
| ABTS    | 2,2'-azino-bis(3-ethylbenzthiazolin-6-sulfonát | R                    |

## Příprava avidin-peroxidázy
Křenová peroxidáza je kovalentně připojena na avidin pomocí bismaleimidu (dimaleimidu) v poměru přibližně 2:1 (HRP:avidin)